# Бенедикт Нізе
Юрген Антон Бенедикт Нізе, також Бенедиктус Нізе (нім. Jürgen Anton Benedikt Niese; 24 листопада 1849, Бург-ауф-Фемарн, Голштейн —1 лютого 1910, Галле) — німецький класичний філолог та антикознавець.

## Життэпис
Його батьком був Еміль Август Нізе (1816—1869), пастор у тодішньому датському Бург-ауф-Фемарні, а пізніше директор семінарії в Еккернферде . Його мати Бенедикт Марі Нізе народилася в Маттіссені. Письменниця Шарлотта Нізе була його сестрою.
Після вивчення історії та класичної філології в Кілі та Бонні, яке він закінчив із ступенем доктора в Кілі в 1872 році, Нізе склав педагогічний іспит у 1873 році та перебував в Італії та Парижі з осені 1873 до початку 1876 року. У 1876 році він завершив свою хабілітацію в Геттінгені і наступного року став доцентом античної історії та класичної філології в Марбурзі, а в 1880 році — повним професором. У 1881 році він прийняв посаду професора класичної філології в Бреслау, але повернувся до Марбурга в 1885 році після від'їзду Ойгена Бормана, де він був деканом філософського факультету в 1890 році і ректором в 1901 році. У 1899 році він був призначений дійсним членом Німецького археологічного інституту. З 1906 року і до самої смерті він був наступником Ульриха Вількена на посаді професора стародавньої історії в Галле. Він був членом-кореспондентом Геттінгенської академії наук з 1901 року та Прусської академії наук з 1905 року.
Нізе займався як філологічними темами (Гомер, редакція Йосипа Флавія), так і грецькою та римською історією. У «Посібнику з класичних досліджень» він відредагував Нарис римської історії, спочатку написаний Робертом Пельманном у 3 (1906) і 4 виданні (1910).

## Вибрані праці
- Die Entwicklung der homerischen Poesie. 1882.
- Flavii Josephi opera. 7 Bände. Weidmann, Berlin 1885—1895.
- Geschichte der griechischen und makedonischen Staaten seit der Schlacht bei Chaeronea. 3 Bände. Perthes, Gotha 1893—1903.
- Grundriss der römischen Geschichte nebst Quellenkunde. 3., umgearbeitete und vermehrte Auflage. Beck, München 1906.